# Bazylika Najświętszej Maryi Panny w Șumuleu Ciuc
Bazylika Najświętszej Maryi Panny w Șumuleu Ciuc (rum. Bazilica Sfânta Maria, węg. Bazilika a Boldogságos Szűz Mária) – rzymskokatolickie sanktuarium maryjne i bazylika mniejsza znajdujące się w Șumuleu Ciuc (węg. Csíksomlyó), w okręgu Harghita, w Siedmiogrodzie, w Rumunii. Sanktuarium znajduje się pod opieką zakonu franciszkanów.

## Historia
Budowę barokowego kościoła pielgrzymkowego rozpoczęto w 1804 roku zgodnie z planem inżyniera Konstantina Schmidta. Wyposażenie zostało wykonane przez Miklósa Pappa, malarza i rzeźbiarza z Braszowa. Ołtarze boczne zostały zbudowane na początku dziewiętnastego stulecia podczas budowy świątyni.
Kościół został konsekrowany w dniu 20 sierpnia 1876 roku przez Mihály'ego Fogarassy'ego. biskupa Siedmiogrodu, a w 1948 roku papież Pius XII podniósł go do godności bazyliki mniejszej.
Drzwi wejściowe do świątyni zostały wykonane w 1838 roku przez Félixa Nazana. W oknach nad głównym wejściem znajdują się dwa witraże, jeden poświęcony jest Jezusowi i imieniu Maryi, natomiast drugi przedstawia tarczę franciszkanów. Wnętrze świątyni zostało wymalowane przez malarza Fülöpa Urbanszky'ego z Klużu-Napoki, w 1911 roku.
Figura Matki Boskiej na elewacji świątyni została wykonana przez Rothenbachera, złotnika z Braszowa w 1837 roku.
Rzymskie cyfry na czerwono zostały dodane w 1830 roku, gdy budowa wież kościoła została ukończona.

## Wymiary
Obecny kościół ma 58 metrów długości, nawa ma 22 metry i prezbiterium ma 17 metrów szerokości. Wysokość nawy głównej to 18 metrów, natomiast wysokość wieży do krzyża to 55 metrów.